# (474021) 2016 GL48
(474021) 2016 GL48 es un asteroide perteneciente al cinturón de asteroides, descubierto el 12 de enero de 1996 por el equipo del Spacewatch desde el Observatorio Nacional de Kitt Peak, Arizona, Estados Unidos.

## Designación y nombre
Designado provisionalmente como 2016 GL48.

## Características orbitales
2016 GL48 está situado a una distancia media del Sol de 2,206 ua, pudiendo alejarse hasta 2,392 ua y acercarse hasta 2,019 ua. Su excentricidad es 0,084 y la inclinación orbital 2,322 grados. Emplea 1196 días en completar una órbita alrededor del Sol.

## Características físicas
La magnitud absoluta de 2016 GL48 es 18,295.